# 7 de septiembre
El 7 de septiembre es el 250.º (ducentésimo quincuagésimo) día del año —el 251.º (ducentésimo quincuagésimo primero) en los años bisiestos— en el calendario gregoriano. Quedan 115 días para finalizar el año.

## Acontecimientos
- 1191: en la actual Palestina las fuerzas de Ricardo I de Inglaterra vencen a las tropas de Saladino en la batalla de Arsuf.
- 1499: En España, Diego de Lucero El tenebroso es nombrado como encargado de la Inquisición en Córdoba, iniciando una estricta persecución de judíos en todas las clases sociales que causaron un profundo temor en la población.
- 1630: en la costa noreste de Estados Unidos se funda la ciudad de Boston.
- 1710: Felipe V de España da confirmación a Albacete para celebrar su feria.
- 1812: en la batalla de Borodino, Napoleón vence a las fuerzas rusas durante las guerras napoleónicas.
- 1813: en Estados Unidos se usa por primera vez el término "Tío Sam" para referirse a este país.
- 1822: a orillas del río Ipiranga (Brasil), el príncipe Pedro proclama la independencia, disolviéndose así el Reino Unido de Portugal, Brasil y Algarve
- 1822: en Buenos Aires comienza a operar el Banco de Buenos Aires, luego Banco de la Provincia de Buenos Aires.
- 1841: en Santiago de Chile se funda el Colegio de los Sagrados Corazones (Providencia), también conocido como de las «Monjas Francesas»
- 1859: en Londres, entra en funcionamiento el Big Ben.
- 1860: en Italia, Garibaldi ocupa Nápoles.
- 1873: en España, Nicolás Salmerón Alonso dimite como presidente de la I República española para no verse obligado a firmar sentencias de muerte.
- 1898: en Buenos Aires se abre al público el Jardín Botánico.
- 1902: en la marisma de Trundholm (Dinamarca), un campesino descubre el carro del sol de Trundholm (creado en el 1300 a. C.).
- 1909: en San Sebastián (España) se funda el club de fútbol Real Sociedad.
- 1923: se crea la Organización Internacional de Policía Criminal - Interpol. La mayor organización de policía internacional, formada por más de 190 países.
- 1932: en la guerra del Chaco (1932-1935) 15 000 soldados paraguayos se enfrentan contra 650 bolivianos en la batalla de Boquerón, que se prolongará 23 días. Morirán 7000 paraguayos y 150 bolivianos.

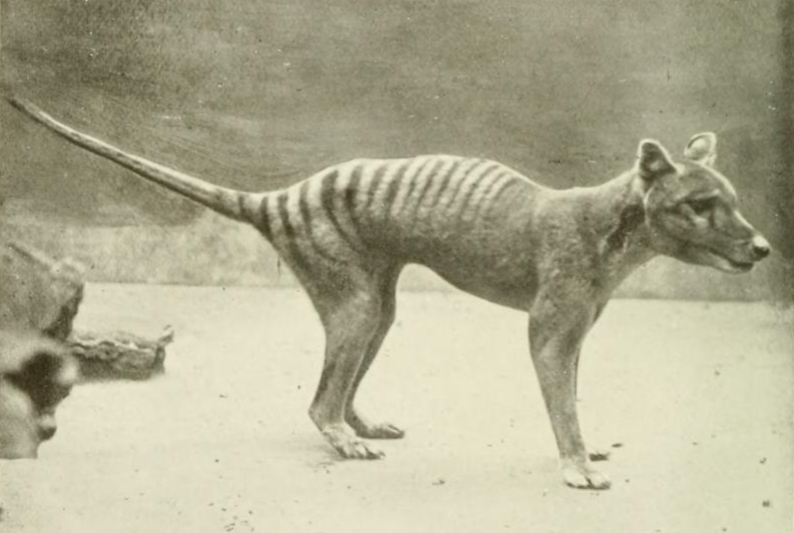
Un lobo marsupial o tilacino.

- 1936: España, Guerra Civil. Parte en tren hacia Madrid la Columna Tierra y Libertad, columna miliciana organizada por la CNT-FAI de las comarcas del Alto Llobregat y Cardoner.
- 1936: en Hobart (isla de Tasmania) muere Benjamín, el último tigre de Tasmania conocido, extinguiéndose su especie.
- 1940: en la batalla de Inglaterra, los alemanes inician el bombardeo masivo de Londres.
- 1941: En la URSS se disuelve la República Autónoma Socialista Soviética de los Alemanes del Volga (República Autónoma dentro de la Rusia Soviética), por un decreto hecho por Stalin.
- 1946: en Colombia, el conservador Mariano Ospina Pérez toma posesión de la presidencia.
- 1947: en Argentina se sanciona la ley de voto femenino.
- 1954: en Italia se estrena la película La strada, de Federico Fellini.
- 1955: en Perú las mujeres obtienen el derecho al voto femenino.
- 1956: Pelé debuta como profesional con el Santos F.C. contra el Cubatão, anotando un gol.
- 1958: en Sevilla, España se inaugura el Estadio Ramón Sánchez Pizjuán.
- 1961: en Brasil, João Goulart asume la Presidencia de la República bajo el régimen parlamentario.[1] La adopción del parlamentarismo pone fin a una grave crisis política, comenzada tras la renuncia de Jânio Quadros.[2]
- 1967: en el área de pruebas atómicas de Nevada (a unos 100 km al noroeste de la ciudad de Las Vegas), a las 5:45 (hora local), Estados Unidos detona a 521 m bajo tierra su bomba atómica Yard, de 22 kilotones. Es la bomba n.º 519 de las 1132 que Estados Unidos detonó entre 1945 y 1992.
- 1969: en los Estados Unidos se crea DARPA, embrión de Internet.
- 1970: en Cuenca (Ecuador), el gobierno de José María Velasco Ibarra crea la Universidad Católica de Cuenca.
- 1977: en los Estados Unidos se firman los Tratados Torrijos-Carter, por los cuales se transfiere progresivamente la soberanía del Canal de Panamá de Estados Unidos a la República de Panamá.
- 1979: en Japón, la Selección Juvenil de Argentina se consagra campeona de la Copa Mundial de Fútbol Juvenil.
- 1982: en Afganistán, el ejército soviético despliega sus tropas.
- 1986: en Chile, el dictador Augusto Pinochet sale ileso de un atentado perpetrado por miembros del Frente Patriótico Manuel Rodríguez en el que murieron cinco escoltas y viajaba su nieto de 10 años.
- 1987: en Maracay (Venezuela), las lluvias torrenciales dejan más de 200 personas muertas y cerca de un millar de desaparecidas.
- 1989: en El Salvador, el Frente Farabundo Martí anuncia un alto el fuego unilateral para facilitar el diálogo con el gobierno.
- 1996: en Las Vegas (Nevada) es tiroteado el rapero estadounidense Tupac Shakur (25). Fallecerá una semana después.
- 1997: en Estados Unidos se lleva a cabo el primer vuelo del avión de caza F-22.
- 1998: a pocos km al este de la isla de Riou ―unos 20 km al sureste de Marsella (Francia)― un pescador halla una pulsera de plata de identidad con el nombre del escritor y aviador Antoine de Saint-Exuperý. El 23 de mayo de 2000, un buzo llamado Luc Vanrell encontrará los restos de su avión P-38 Lightning.
- 1999: en Grecia hay un terremoto de escala 6,0 que causa la muerte de 143 personas.
- 2001: en el Madison Square Garden (Nueva York) Michael Jackson da un concierto con sus hermanos.
- 2003: en España, estreno de la serie televisiva Aquí no hay quien viva.
- 2004: El intérprete mexicano Alejandro Fernández, lanza al mercado su 11.º álbum de estudio A corazón abierto.
- 2007 Los Pumas obtienen medalla de bronce frente al local en el mundial de Francia de Rugby
- 2011: accidente del Yak-42 del Lokomotiv Yaroslavl.
- 2017: En la costa de Chiapas (México) se registra un sismo de Magnitud 8.2 en la escala de Magnitud de Momento, dejando un saldo de más de 103 muertos, siendo uno de los sismos más fuertes registrado con equipo sismológico en ese país.
- 2019: El cineasta ucraniano Oleh Sentsov y otras 66 personas son liberados en un intercambio de prisioneros entre Ucrania y Rusia.[3]
- 2021: en Acapulco, se registra un sismo de Magnitud 7.1, sintiéndose en 13 entidades del país. El sismo dejó como saldo la muerte de 14 personas y varios daños moderados en Guerrero, Ciudad de México y Oaxaca. Este sismo significó el primero mayor a 7.0MW, en registrarse en la Brecha de Guerrero desde 1911.
- 2021: En Hidalgo, México, se registra el desbordamiento del Río Tula, provocando una grave devastación en el Valle del Mezquital y dejando un saldo de 15 persona fallecidas.

## Nacimientos
- 785: Saga, emperador japonés (f. 842).
- 923: Suzaku, emperador japonés (f. 952).
- 1533: Isabel I, reina inglesa entre 1558 y 1603 (f. 1603).
- 1650: Juan Manuel Fernández Pacheco, aristócrata español, fundador de la Real Academia Española (f. 1725).
- 1683: María Ana de Austria, reina consorte portuguesa (f. 1754).
- 1705: Matthäus Günther, pintor alemán (f. 1788).
- 1707: Georges-Louis Leclerc de Buffon, naturalista y filósofo francés (f. 1788)
- 1726: François-André Danican Philidor, músico y ajedrecista francés (f. 1795).
- 1774: Johann Jakob Bernhardi, médico y botánico alemán (f. 1850).
- 1782: Florencio Terrada, militar argentino (f. 1824).
- 1784: Fray Luis Beltrán, religioso franciscano y militar argentino (f. 1827).

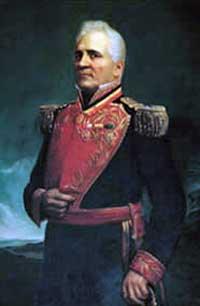
José Laurencio Silva

- 1791: José Laurencio Silva, militar de la guerra de Independencia de Venezuela (f. 1873).
- 1792: Mariano Necochea, militar argentino (f. 1849).
- 1795: John William Polidori, escritor británico (f. 1821).
- 1815: John McDouall Stuart, explorador australiano (f. 1866).
- 1817: Miguel Blanco Múzquiz, abogado, militar y político mexicano (f. 1900).
- 1819: Thomas A. Hendricks, vicepresidente estadounidense (f. 1885).
- 1822: Miguel Riofrío, político, escritor, abogado, educador y poeta ecuatoriano (f. 1881).
- 1829: August Kekulé, químico alemán (f. 1896).
- 1832: Emilio Castelar, político español (f. 1899).
- 1836: Henry Campbell-Bannerman, primer ministro británico (f. 1908).
- 1857: Charles Malato, escritor anarquista italo-francés (f. 1938).
- 1859: Juan Campisteguy, presidente uruguayo (f. 1937).
- 1860: Grandma Moses, pintora estadounidense (f. 1961).
- 1864: Emile Chautard, cineasta francés (f. 1934).
- 1870: Thomas Curtis, atleta estadounidense (f. 1944).
- 1870: Regina de Lamo, escritora, periodista e intelectual española (f. 1947).
- 1894: Gala Eluard Dalí, modelo de arte rusa (f. 1982).
- 1894: George Waggner, cineasta estadounidense (f. 1984).
- 1895: Brian Horrocks, militar británico (f. 1985).
- 1895: Jacques Vaché, escritor francés (f. 1919).
- 1896: Regino Sainz de la Maza, guitarrista español (f. 1981).
- 1900: Taylor Caldwell, escritora estadounidense (f. 1985).
- 1902: Germán López Prieto, productor de cine español (f. 1979).
- 1905: Rogelio Martínez, músico cubano (f. 2001).
- 1908: Michael E. DeBakey, cirujano cardiovascular e investigador estadounidense (f. 2008).
- 1909: Elia Kazan, cineasta turco de cine nacionalizado estadounidense (f. 2003).
- 1909: Antonio Mairena, cantaor flamenco español (f. 1983).
- 1912: David Packard, empresario e ingeniero estadounidense, fundador de Hewlett-Packard (f. 1996).
- 1913: Isabel Lete Landa, religiosa española (f. 1941).
- 1913: Anthony Quayle, actor y director teatral británico (f. 1989).
- 1914: Lída Baarová, actriz checa (f. 2000).
- 1915: Luisa-María Linares, escritora española (f. 1986).
- 1915: Kiyoshi Itō, matemático japonés (f. 2008).
- 1917: John Cornforth, químico australiano, premio nobel de química en 1975 (f. 2013).
- 1918: Menchu Quesada, actriz argentina (f. 2005).
- 1919: Vicente Ramos Pérez, historiador y académico español (f. 2011).
- 1923: Peter Lawford, actor británico (f. 1984).
- 1924: Daniel Inouye, militar y político estadounidense (f. 2012).
- 1927: Francisco Farreras, pintor español.
- 1928: Miguel Narros, director teatral español (f. 2013).
- 1929: Félix Ulloa, ingeniero industrial y académico salvadoreño (f. 1980).
- 1930: Julio César Abbadie, futbolista uruguayo (f. 2014).
- 1930: Balduino I, rey belga entre 1951 y 1993 (f. 1993).
- 1930: Sonny Rollins, saxofonista y compositor estadounidense de jazz.
- 1931: José Luis Núñez, empresario y dirigente futbolístico español (f. 2018).
- 1931: Samuel Ocaña García, político mexicano, Gobernador de Sonora entre 1979 y 1985 (f. 2024).
- 1932: Pedrito Rico, cantante español (f. 1988).
- 1934: Omar Karami, primer ministro libanés (f. 2015).
- 1934: Waldo de los Ríos, compositor argentino (f. 1977).
- 1934: Sunil Gangopadhyay, poeta y novelista indio (f. 2012).
- 1934: Manuel Cardona Castro, físico español (f. 2014).
- 1935: Jorge Griffa, futbolista y entrenador argentino.
- 1936: Brian Hart, piloto de automovilismo e ingeniero británico (f. 2014).
- 1936: Gerda Muller, es una esgrimista venezolana. Compitió en el evento individual de florete en Juegos Olímpicos de Helsinki 1952.
- 1936: Buddy Holly, cantante estadounidense (f. 1959).
- 1936: Jorge Porcel, humorista y cantante argentino (f. 2006).
- 1939: Albalucía Ángel, escritora colombiana.
- 1939: Stanislav Petrov, teniente coronel de las Tropas de Defensa Aérea Soviética.
- 1940: Dario Argento, cineasta italiano.
- 1940: Giuseppe Giacomini, tenor italiano.
- 1940: Abdurrahman Wahid, presidente indonesio (f. 2009).
- 1942: Gabriele Veneziano, físico italiano.
- 1943: Gloria Gaynor, cantante de música pop estadounidense.
- 1944: Bora Milutinović, entrenador de fútbol.
- 1946: Juan José Benítez, ufólogo y periodista español.
- 1946: Francisco Varela, biólogo y filósofo chileno (f. 2001).
- 1947: Rosa Conde, socióloga y política española.
- 1949: Ricardo Piccinini, futbolista argentino-guatemalteco.
- 1949: Carlos Lehder, narcotraficante colombo-alemán.
- 1950: Julie Kavner, actriz estadounidense.
- 1951: Chrissie Hynde, cantante y guitarrista estadounidense, de la banda The Pretenders.
- 1951: Morris Albert, cantante y compositor brasileño
- 1952: Ricardo Tormo, motociclista español (f. 1998).
- 1953: Jossart N'Yoka Longo, cantautor congoleño, de la banda Zaïko Langa Langa.
- 1954: Corbin Bernsen, actor estadounidense.
- 1954: Michael Emerson, actor estadounidense.
- 1955: Mira Furlan, cantante y actriz de origen yugoslavo (f. 2021).
- 1956: Diane Warren, compositora y letrista estadounidense.
- 1956: Malika Haimeur, ingeniera y química francesa.
- 1957: Jermaine Stewart, cantante estadounidense del grupo Shalamar (f. 1997).
- 1959: Drew Weissman, inmunólogo estadounidense, Premio Nobel de Fisiología o Medicina 2023.
- 1960: Menchu Garcerán, escritora española.
- 1960: Ersin Tatar, político turcochipriota, Presidente de Chipre del Norte desde 2020.
- 1962: Siddiq Barmak, cineasta afgano
- 1963: Àngels Barceló, periodista española.
- 1963: W. Earl Brown, actor estadounidense.
- 1963: Eazy-E, cantante estadounidense de rap, de la banda NWA (f. 1995).
- 1964: Carlos García-Hirschfeld, periodista y presentador español.
- 1965: Antonio Lobato, periodista español.
- 1965: Mart'nália, cantante brasileña.
- 1965: Tomáš Skuhravý, futbolista checo.
- 1968: Marcel Desailly, futbolista francés de origen ghanés.
- 1969: Rudy Galindo, patinador artístico sobre hielo estadounidense.
- 1970: Gao Min, saltadora china.
- 1972: Pablo Lavallén, futbolista argentino.
- 1972: Jean-Jacques Tizié, futbolista marfileño.
- 1973: Laura Pamplona, actriz española.
- 1973: Shannon Elizabeth, actriz estadounidense.
- 1974: Antonio McDyess, baloncestista estadounidense.
- 1974: Stéphane Henchoz, futbolista suizo.
- 1975: Norifumi Abe, piloto de motociclismo japonés (f. 2007).
- 1977: Fedde le Grand, DJ y productor de origen neerlandés
- 1978: Devon Sawa, actor estadounidense.
- 1979: Francisco Rubio, actor mexicano.
- 1980: Gabriel Milito, futbolista argentino.
- 1980: Javad Nekounam, futbolista iraní.
- 1980: Patxi Usobiaga, escalador español.
- 1980: Emre Belözoğlu, futbolista turco.
- 1981: Paul McCoy, vocalista estadounidense, de la banda 12 Stones.
- 1982: Christine D'Clario,  cantante cristiana de música contemporánea.
- 1983: Pops Mensah-Bonsu, baloncestista británico.
- 1984: João Miranda, futbolista brasileño.
- 1984: Afton Williamson, actriz estadounidense
- 1985: Márcio Rafael Ferreira de Souza, futbolista brasileño.
- 1986: Brian Brendell, futbolista namibio.
- 1987: Evan Rachel Wood, actriz estadounidense.
- 1988: Kevin Love, baloncestista estadounidense.
- 1988: Isabel Burr, actriz mexicana.
- 1988: Álvaro Muñiz Cegarra, futbolista español.
- 1988: Raúl Albentosa, futbolista español.
- 1988: Arnór Smárason, futbolista islandés.
- 1989: Francisco Jesús Ferrón Ruiz, futbolista español.
- 1990: Georgi Kostadinov, futbolista búlgaro.
- 1990: Osas Okoro, futbolista nigeriano.
- 1994: Simon Tibbling, futbolista sueco.
- 1994: Abdülkerim Bardakcı, futbolista turco.
- 1995: Yota Shimokawa, futbolista japonés.
- 1995: Kaito Taniguchi, futbolista japonés.
- 1996: Donovan Mitchell, baloncestista estadounidense.
- 1996: Markel Areitio Cedrún, futbolista español.
- 1996: Tim Skarke, futbolista alemán.
- 1996: Siriki Dembélé, futbolista marfileño.
- 1998: Roberto Alvarado, futbolista mexicano.
- 1998: Ola Solbakken, futbolista noruego.
- 1998: Ion Nicolaescu, futbolista moldavo.
- 1999: Gracie Abrams, cantante estadounidense.
- 1999: Cameron Ocasio, actor estadounidense.
- 1999: Mohammad Khodabandelou, futbolista iraní.
- 1999: José Inga, futbolista peruano.
- 1999: Yauheni Bahutski, atleta bielorruso.
- 1999: Rivaldo Correa, futbolista colombiano.
- 2001: Bryden Hattie, clavadista canadiense.[4]
- 2002: Deniss Meļņiks, futbolista letón.
- 2004: Zsombor Gruber, futbolista húngaro.
- 2004: Kacper Urbański, futbolista polaco.

## Fallecimientos
- 1134: Alfonso I, el Batallador, rey de Aragón y de Navarra (n. c. 1073).
- 1312: Fernando IV, rey de Castilla y León (n. 1285).
- 1362: Juana de la Torre, reina consorte de Escocia (n. 1321).
- 1464: Federico II de Sajonia (n. 1412).
- 1496: Fernando II, rey napolitano (n. 1469).
- 1539: Gurú Nanak, gurú pakistaní, fundador del sijismo (n. 1469).
- 1548: Catalina Parr, reina inglesa (n. 1548).
- 1566: Suleimán el Magnífico, sultán otomano (n. 1494).
- 1741: Blas de Lezo, almirante español (n. 1689).
- 1799: Louis Guillaume Le Monnier, botánico francés (n. 1717).
- 1802: Rama I (Buddha Yodfa Chulaloke), rey siamés, fundador de la dinastía Chakri (n. 1737).
- 1849: Mariano Paredes y Arrillaga, político mexicano (n. 1797).
- 1881: Paul Zech, escritor y poeta alemán, fallecido en Buenos Aires (n. 1881).
- 1886: Lázaro Blanco (22), campesino argentino electrocutado por un relámpago y convertido en deidad (n. 1864).
- 1892: John Greenleaf Whittier escritor estadounidense (n. 1807).
- 1893: Hamilton Fish, político estadounidense (n. 1808).
- 1910: William Holman Hunt, pintor británico (n. 1827).
- 1922: William Halsted, cirujano estadounidense (n. 1852).
- 1924: Cristóbal Benítez, explorador español (n. 1856).
- 1925: René Viviani, político francés (n. 1862).
- 1931: Federico Pelico Tinoco, político y dictador costarricense (n. 1868).
- 1931: José García Viñas, médico anarquista español (n. 1848).
- 1933: Edward Grey, político británico (n. 1862).
- 1936: María Domínguez Remón, periodista y política, primera alcaldesa republicana española, fusilada (n. 1882)
- 1936: Marcel Grossmann, matemático húngaro (n. 1878).
- 1940: José Félix Estigarribia, presidente paraguayo, en un accidente de aviación (n. 1888).
- 1941: Mario García Menocal, presidente cubano (n. 1866).
- 1944: Eduardo Sánchez de Fuentes, compositor y escritor cubano (n. 1874).
- 1949: José Clemente Orozco, muralista mexicano (n. 1883).
- 1949: Elton Mayo, filósofo australiano (n. 1880).
- 1954: Bud Fisher (69), historietista estadounidense (n. 1885), creador de Mutt and Jeff.
- 1960: Alfonso Ortiz Tirado, tenor y patólogo mexicano (n. 1893).
- 1960: Wilhelm Pieck, presidente alemán (n. 1876).
- 1962: Isak Dinesen (Karen Blixen), escritora danesa (n. 1885).
- 1962: Eiji Yoshikawa, novelista japonés (n. 1892).
- 1968: Lucio Fontana (69), artista argentino (n. 1899).
- 1971: Ludwig Suthaus, tenor alemán (n. 1906).
- 1978: Keith Moon (32), baterista británico, de la banda The Who (n. 1946).
- 1980: José Ortiz Echagüe, ingeniero, piloto y fotógrafo español (n. 1886).
- 1982: José Cabrero Arnal, historietista francés de origen español (n. 1909).
- 1985: Rodney Robert Porter, bioquímico británico, premio nobel de fisiología o medicina en 1972 (n. 1917).
- 1985: George Pólya, matemático húngaro (n. 1887).
- 1990: Clärenore Stinnes, piloto de automovilismo alemana (n. 1901).
- 1991: Edwin Mattison McMillan, químico estadounidense, premio nobel de química en 1951 (n. 1907).
- 1994: Terence Young, cineasta británico (n. 1915).
- 1996: Gilda, cantante argentina (n. 1961).
- 1997: Héctor Espino, beisbolista mexicano (n. 1938).
- 1997: Mobutu Sese Seko, presidente zairino (n. 1930).
- 2002: Erma Franklin, cantante estadounidense (n. 1938).
- 2003: Warren Zevon, músico estadounidense de rock (n. 1947).
- 2005: Nicolino Locche, boxeador argentino (n. 1939).
- 2005: Reynaldo Mompel, actor argentino (n. 1920).
- 2007: Yolanda Montecinos, periodista chilena (n. 1927).
- 2008: Juan Hamilton, abogado y político chileno (n. 1927).
- 2009: José Manuel Pita Andrade, historiador del arte español (n. 1922).
- 2010: Wilebaldo Solano, político y periodista español (n. 1916).
- 2010: Joaquín Soler Serrano, periodista, locutor y presentador español (n. 1919).
- 2011: Gabriel Valdés, abogado, diplomático y político chileno (n. 1919).
- 2013: Marek Špilár, futbolista checoslovaco (n. 1975).
- 2015:
  - Elena Arnedo, médica y activista feminista española (n. 1941).
  - José María Ruiz-Mateos, empresario y político español (n. 1931).
  - Maruja Venegas Salinas, maestra y locutora peruana (n. 1915).
- 2017: Türkân Akyol, política, médica y académica turca (n. 1928).
- 2018:
  - Julio Blanck, periodista y analista político argentino (n. 1954).
  - Mac Miller, rapero y productor estadounidense (n. 1992).
- 2019: Robert Axelrod, actor estadounidense (n. 1949).
- 2020: Xavier Ortiz, actor y cantante mexicano (n. 1962).
- 2022: Marsha Hunt, actriz, modelo y activista estadounidense (n. 1917).
- 2023: María Jiménez, cantante, bailaora y actriz española (n. 1950).
- 2024: Alfredo Garrido, cantante y productor musical español (n. 1933).

## Celebraciones
- Día Internacional del Aire Limpio por un Cielo Azul.
- Día Internacional de la Cooperación Policial.[5]
- Día Mundial de la Concientización de la Distrofia Muscular de Duchenne.[6]
- Día Internacional del Manatí.[7]Celebración para dar visibilidad a este mamífero acuático herbívoro en grave peligro de extinción, alertar sobre las amenazas que enfrenta y dar a conocer sus beneficios para el ecosistema.
- Día Mundial del Pelirrojo.[8]
- Día Mundial del Buceo y la Salud Auditiva.[9]

 Por países
(Por orden alfabético)
- Argentina:
  - Día de la Botánica.[10]
  - Día del Trabajador Cinematográfico. Esta fecha fue escogida ya que, un día como este de 1948, se fundó el Sindicato de la Industria Cinematográfica Argentina (SICA).[11]
  - Día del Trabajador Metalúrgico. En homenaje a Fray Luis Beltrán, el primero que le dio un rol protagónico a la riqueza mineral del país para que preste servicio a favor de la independencia.[12]
  - Día del Técnico en Prácticas Cardiológicas.[13]

- Australia:
  - Día Nacional de las Especies Amenazadas.

- Bolivia:
  - Día Nacional de la Danza La Morenada.

- Brasil:
  - Día de la Independencia.

- Fiyi:
  - Día de la Constitución.

- Mozambique:
  - Día de la Victoria.

- Pakistán:
  - Día de la Fuerza Aérea.

- Perú:
  - Día de los Derechos Cívicos de la Mujer.[14]

- Ucrania:
  - Día de la Inteligencia Militar.

### Santoral católico
- Santa Regina de Alesia, mártir.

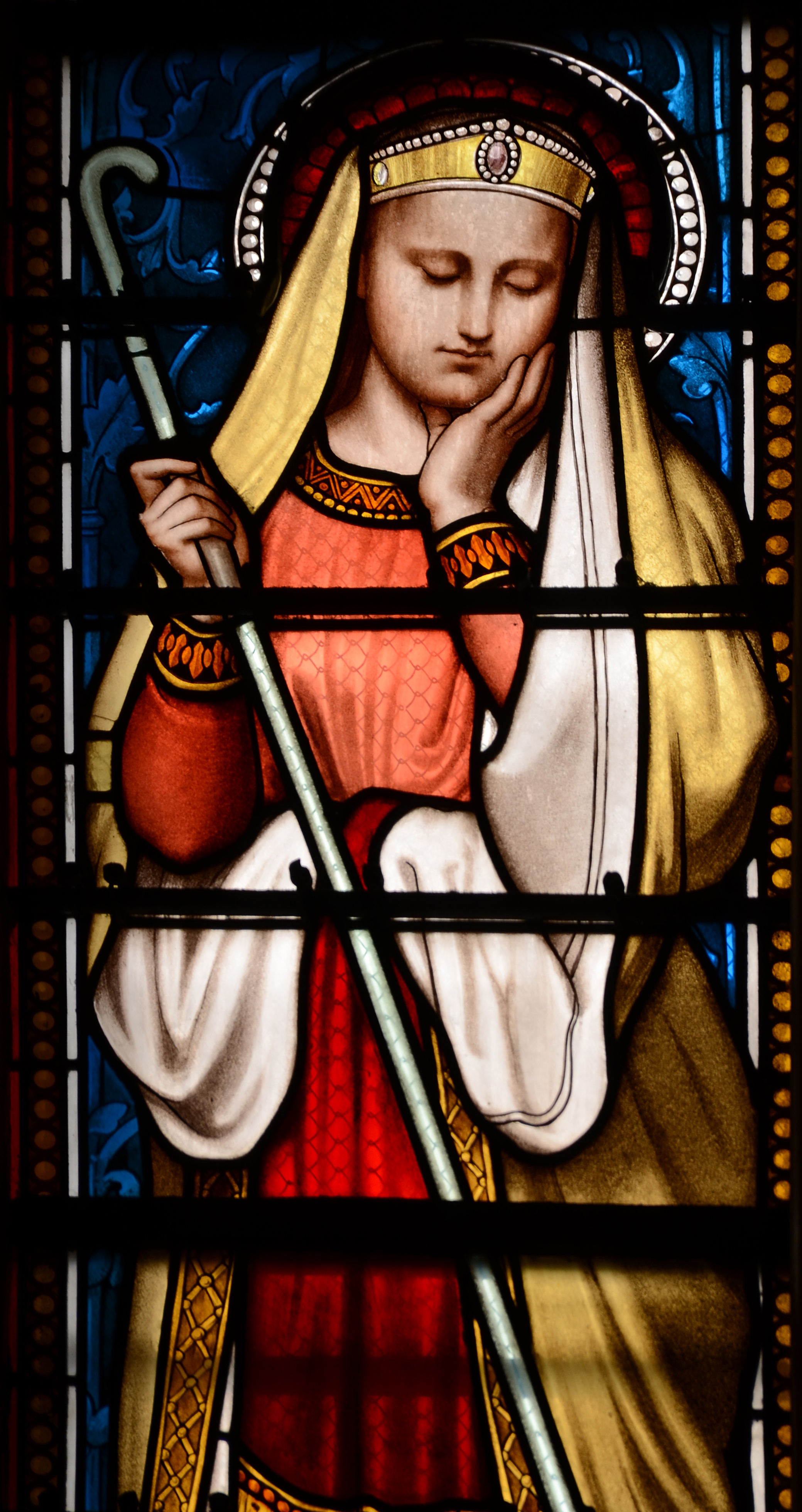
Santa Regina de Alesia

- San Sozonte de Pompeyópolis, mártir.
- Santos Festo y Desiderio de Benecento, mártires (s. IV).
- San Evorcio de Orleans, obispo (s. IV).
- San Grato de Aosta, obispo (s. V).
- Santos Nemorio de Breuil y compañeros, mártires (s. V).
- San Alpino de Chalons, obispo (s. V).
- San Clodoaldo de Nogent, presbítero (560).
- Santa Carísima de Albi, virgen reclusa (s. VI).
- Santa Madelberta de Maubeuge, abadesa (705).
- San Hilduardo de Flandes, obispo (760).
- San Gauzlino de Toul, obispo (962).
- San Juan de Lodi, obispo (1106).
- San Esteban de Chatillon, obispo (1208).
- Santos Marcos Crisino, Esteban Pongracz y Melchor Grodziecki, presbíteros y mártires (1619).
- Beatos Tomás Tsuji, Luis Maki y Juan Maki, mártires (1627).
- Beatos Randulfo Corby y Juan Duckett, presbíteros y mártires (1644).
- Beatos Claudio Bernabé Laurent de Mascloux y Francisco d’Oudinot de la Boissière, presbíteros y mártires (1794).
- Beato Juan Bautista Mazzucconi, presbítero y mártir (1855).
- Beata Eugenia Picco, virgen (1921).
- Beata Ascensión de San José de Calasanz Lloret Marco, virgen y mártir (1936).